# Gymnothorax bacalladoi
Gymnothorax bacalladoi is een murene die voorkomt rondom de Canarische Eilanden op diepten tussen de 17 en 605 m. De soort kan een lengte bereiken van zo'n 35 cm.